# Isole di Verchovskij
Le isole di Verchovskij (in russo Острова Верховского, ostrova Verchovskogo) sono delle isole russe che fanno parte dell'arcipelago dell'imperatrice Eugenia e sono bagnate dal mar del Giappone.
Amministrativamente appartengono alla città di Vladivostok, nel Territorio del Litorale, che è parte del Circondario federale dell'Estremo Oriente.

## Geografia
Le isole sono due gruppi separati di scogli, situati rispettivamente a 4,4 km e 5,5 km a sud-est dell'isola di Rejneke. Il gruppo più vicino a Rejneke viene talvolta chiamato "Piccole Verchovskij", mentre il più distante, costituito da un'isola principale circondata da scogli semisommersi è conosciuta come "Grande Verchovskij". Sono bagnate dalle acque del golfo dell'Ussuri, ovvero la parte occidentale del golfo di Pietro il Grande.
Le Verchovskij sono costituite da diversi isolotti, scogli e faraglioni di granito dal colore rossastro che hanno un'area complessiva di 0,0037 km². L'altezza massima è di 27,3 m s.l.m. su Grande Verchovskij.
La superficie di Grande Verchovskij è coperta da vegetazione erbacea. Le altre isole sono rocciose e spoglie, tranne per poche piante succulente che riescono a trattenere l'umidità dalla nebbia e dalle piogge. Sulle Verchovskij nidificano dei gabbiani e sono frequentate dalle foche. Le isole fanno parte della Riserva della biosfera marina dell'Estremo Oriente.

## Storia
Le isole di Verchovskij sono state scoperte attorno al 1850 da marinai francesi e britannici. Negli anni 1862-63 sono state esplorate dalla spedizione guidata da Vasilij Matveevič Babkin e furono così chiamate in onore del tenente Vladimir Pavlovič Verchovskij, membro dell'equipaggio della corvetta Kalevala. Nel 1886 una seconda spedizione, guidata da Aleksej Semënovič Stenin, perlustrò le isole.
In epoca sovietica, le isole erano un territorio di confine e perciò l'accesso era limitato. Nel 1978 entrarono a far parte della riserva dell'Estremo Oriente e nei primi anni novanta aprirono l'accesso ai turisti.
Nella parte meridionale di Grande Verchovskij c'è un faro automatico. Su uno degli scogli c'è una lapide dagli anni novanta, in onore di un sub morto in quelle acque.